# Masahiko Yamamoto
Masahiko Yamamoto (jap. 山本 雅彦 Yamamoto Masahiko; * 26. August 1956 in Kushiro, Hokkaidō) ist ein ehemaliger japanischer Eisschnellläufer.

## Werdegang
Yamamoto wurde im Jahr 1974 japanischer Juniorenmeister im Kleiner Vierkampf und startete international erstmals in der Saison 1975/76. Dabei belegte er bei den Olympischen Winterspielen 1976 in Innsbruck den 22. Platz über 5000 m, den 21. Rang über 1500 m und den 16. Platz über 10.000 m sowie bei der Mehrkampfweltmeisterschaft 1976 in Heerenveen den 23. Platz im Großen Vierkampf. Im Jahr 1977 siegte er bei den japanischen Meisterschaften im Großen Vierkampf. In den folgenden Jahren lief er bei der Mehrkampfweltmeisterschaft 1979 in Oslo auf den sechsten Platz, bei der Mehrkampfweltmeisterschaft 1980 in Heerenveen auf den 23. Rang und bei der Mehrkampfweltmeisterschaft 1982 in Assen auf den 18. Platz im Großen Vierkampf. Bei den Olympischen Winterspielen 1980 in Lake Placid erreichte er den 21. Platz über 5000 m, den 19. Rang über 1500 m und den 17. Platz über 10.000 m.

## Erfolge

### Olympische Spiele
- 1976 Innsbruck: 16. Platz 10.000 m, 21. Platz 1500 m, 22. Platz 5000 m
- 1980 Lake Placid: 17. Platz 10.000 m, 19. Platz 1500 m, 21. Platz 5000 m

### Mehrkampf-Weltmeisterschaften
- 1976 Heerenveen: 23. Platz Großer Vierkampf
- 1979 Oslo: 6. Platz Großer Vierkampf
- 1980 Heerenveen: 23. Platz Großer Vierkampf
- 1982 Assen: 18. Platz Großer Vierkampf

## Persönliche Bestzeiten
| Disziplin | Zeit         | Datum             | Ort         |
| --------- | ------------ | ----------------- | ----------- |
| 500 m     | 38,72 s      | 28. Februar 1981  | Inzell      |
| 1000 m    | 1:17,22 min  | 12. März 1981     | Savalen     |
| 1500 m    | 1:58,33 min  | 18. Dezember 1980 | Fujiyoshida |
| 3000 m    | 4:09,45 min  | 11. Dezember 1981 | Matsumoto   |
| 5000 m    | 7:09,00 min  | 28. März 1977     | Almaty      |
| 10.000 m  | 14:58,93 min | 11. Februar 1979  | Oslo        |